# Philhygra hygrotopora

Philhygra hygrotopora  (лат.) — вид коротконадкрылых жуков из подсемейства Aleocharinae.

## Распространение
Голарктика (в том числе, Канада: первая находка в Северной Америке).

## Описание
Мелкие коротконадкрылые жуки, длина тела 3,4 мм. Основная окраска тёмно-коричневая (ноги и надкрылья желтовато-коричневые). Большинство взрослых особей этого вида были найдены у мха и среди гравия около ручьёв и морских побережий. Взрослые были собраны в период с июня по сентябрь.
Вид впервые описал в 1856 году немецкий энтомолог Густав Крац (1831—1909), а его валидный статус подтверждён в 2016 году канадскими энтомологами Яном Климашевским (Jan Klimaszewski; Laurentian Forestry Centre, Онтарио, Канада) и Реджинальдом Вебстером (Reginald P. Webster).